# Ghenadie Gheorghe
Ghenadie Gheorghe (n. 19 iunie 1936, comuna Tămădău, județul Călărași – d. 24 iunie 2018 , Mănăstirea Slatioara  ) a fost  un cleric ortodox de stil vechi din România, care a îndeplinit funcția de episcop-vicar al Bisericii Ortodoxe de Stil Vechi din România.

## Biografie
Ghenadie Gheorghe s-a născut la data de 19 iunie 1936, în comuna Tămădău (județul Călărași), primind la botez numele de Gheorghe. Unchiul său fusese condamnat în anul 1936 la ani grei de temniță, pentru convingeri religioase, fiind acuzat că simpatizează calendarul iulian. După eliberarea din închisoare, unchiul său a devenit călugăr de stil vechi primind numele de monah de Martinian. Tânărul Gheorghe a primit încă din copilărie o educație religioasă, frecventând în mod regulat slujbele mănăstirii de stil vechi de la Copăceni.
Mai târziu, tânărul Gheorghe a urmat pilda unchiului său, intrând ca frate în obștea monahală a mănăstirii Copăceni, în vremea stăreției arhimandritului Martinian Comănici. Din cauza presiunilor din partea statului ateu asupra Bisericii de stil vechi, fratele Gheorghe se retrage după doi ani la Mănăstirea Slătioara, unde, după efectuarea stagiului militar, este tuns în monahism de către Părintele Arhimandrit Dionisie. Îndeplinește mai multe ascultări în cadrul mănăstirii.
La data de 10 noiembrie 1964 este hirotonit ierodiacon, de către IPS Mitropolit Glicherie Tănase, iar patru ani mai târziu este hirotonit ieromonah de către P.S. Episcop Meftodie Marinache Nemțeanul. Este trimis să predice în mai multe județe (Bacău, Tulcea, Constanța, Botoșani etc.), călătorind deghizat cu haine laice și pălărie pentru a înșela vigilența autorităților.
La data de 29 iulie/11 august 1985, PS Silvestru a fost ales ca mitropolit și în aceeași zi arhimandritul Vlasie Mogârzan este hirotonit episcop-vicar al Bisericii Ortodoxe de Stil vechi din România, de către Î.P.S. Mitropolit Silvestru Onofrei și P.S. Episcop Demosten Nemțeanul. În ziua următoare, 30 iulie/12 august 1985, ieromonahul Ghenadie este hirotonit episcop-vicar al Bisericii Ortodoxe de Stil Vechi din România de către Î.P.S. Mitropolit Silvestru Onofrei, P.S. Demosten Ioniță Nemțeanul și P.S. Vlasie Mogârzan, primind numele de „Băcăuanul" .
În perioada persecuției comuniste, s-a ocupat de zidirea Bisericii Mănăstirii Moișa - Boboceni din comuna Boroaia, județul Suceava (astăzi cu 40 monahii), riscând să fie arestat și condamnat la ani grei de temniță. P.S. Episcop Ghenadie Băcăuanul a fost duhovnic al mai multor mănăstiri și schituri de monahii din cadrul Bisericii Ortodoxe de Stil Vechi din România, avându-și reședința în Mănăstirea Slătioara.
PS Ghenadie a participat frecvent la diferite slujbe de sfințire de biserici sau la hramuri ale bisericilor de stil vechi.